# Linda Hogan
Linda Marie Claridge (nacida el 24 de agosto de 1959), también conocida como Linda Hogan, es una personalidad televisiva estadounidense que fue la primera esposa del luchador profesional Hulk Hogan. Es conocida por su participación en el reality show estadounidense "Hogan Knows Best". 

## Primeros años
Claridge fue criada en la religión y fé católica y es de ascendencia británica e irlandesa. Ella es la hermana mayor de la actriz Christie Claridge.  En 1977, se graduó de la escuela secundaria Chatsworth en California.  Fue una concursante y ganadora en el programa de concursos Match Game en el año de 1978.

## Carrera
En 1995, Claridge apareció en el álbum de Hulk Hogan, "Hulk Rules", donde hizo coros junto a The Wrestling Boot Band. Claridge saltó a la fama en 2005 como "Linda Hogan", gracias al programa de telerrealidad de VH1 "Hogan Knows Best". Un DVD documental de 2005 sobre corredores callejeros, llamado "Vehicular Lunatics", incluye un segmento con Claridge. Claridge escribió un libro, "Wrestling the Hulk: My Life Against the Ropes", publicado en 2011.Apareció en el episodio 8 de la temporada 3 del programa de Telerrealidad "Bar Rescue".

## Vida Personal
Claridge conoció a Terry Bollea, conocido profesionalmente como Hulk Hogan, en un restaurante de Los Ángeles, California. Durante casi dos años, la pareja mantuvo una relación a distancia, principalmente por teléfono. Se casaron en 1983 en una boda a la que asistieron André the Giant, Vince McMahon y otras personalidades de la lucha libre. Tuvieron dos hijos, Brooke (1988) y Nick (1990). Claridge solicitó el divorcio de Bollea el 20 de noviembre de 2007. El divorcio se formalizó el 28 de julio de 2009.
Claridge atrajo la atención de los medios cuando comenzó a salir con Charlie Hill en 2008, cuando ella tenía 48 años y Hill 19. Hill le propuso matrimonio en un episodio de Telerrealidad de VH1, Couples Therapy, en 2012; la pareja se separó ese mismo año. 

El 4 de octubre de 2012, Claridge fue arrestada en Malibú, California, por conducir bajo la influencia del alcohol, con una tasa de alcohol de 0.084. Se declaró culpable de conducir bajo los efectos del alcohol. Fue puesta en libertad varias horas después tras pagar la fianza.

### Fallecimiento de Hulk Hogan
Linda Hogan compartió un conmovedor mensaje que ha conmovido a fans de todo el mundo. La noticia del fallecimiento de su ex - esposo Hulk Hogan por un Ataque al corazon , le causo una gran conmoción y se encuentra devastada y  afectada profundamente por la sorpresiva muerte de su antigua pareja.